# Ternstroemia subsessilis
Ternstroemia subsessilis är en tvåhjärtbladig växtart som först beskrevs av Nathaniel Lord Britton, och fick sitt nu gällande namn av Clarence Emmeren Kobuski. Ternstroemia subsessilis ingår i släktet Ternstroemia och familjen Pentaphylacaceae. IUCN kategoriserar arten globalt som akut hotad. Inga underarter finns listade i Catalogue of Life.